# Jornada Mundial del Enfermo
El 13 de mayo de 1992, el papa Juan Pablo II instituyó el 11 de febrero la Jornada Mundial del Enfermo.

[...] He decidido instituir la Jornada mundial del enfermo, que se celebrará el 11 de febrero de cada año, memoria litúrgica de la Virgen de Lourdes [...] La celebración anual de la Jornada mundial del enfermo tiene, por tanto, como objetivo manifiesto sensibilizar al pueblo de Dios y, por consiguiente, a las varias instituciones sanitarias católicas y a la misma sociedad civil, ante la necesidad de asegurar la mejor asistencia posible a los enfermos [...]
Papa Juan Pablo II